# Фрианде (Фелгейраш)
Фрианде (порт. Friande) — район (фрегезия) в Португалии, входит в округ Порту. Является составной частью муниципалитета Фелгейраш. По старому административному делению входил в провинцию Дору-Литорал. Входит в экономико-статистический субрегион Тамега, который входит в Северный регион. Население составляет 1664 человека на 2001 год. Занимает площадь 3,30 км².